# Pawtucket Steamboat Company
Pawtucket Steamboat Company war ein US-amerikanisches Unternehmen. Der Sitz war an der 54 East Avenue in Pawtucket, Rhode Island. Es stellte Dampfmaschinen, Boote und Schiffe her. Von 1901 bis 1902 baute die Firma auch den Pawtucket Dampfwagen. Die Grundlagen dazu kamen vom Moncrief King Bee, der ebenfalls in Pawtucket entstanden war.

## Dampfboote
- Petrel, 1892 gebaut von der Pawtucket Steamboat Company, wurde kommerziell genutzt und verkehrte auf dem Pawtucket River
- USS Pontiac ID # 2343, Dampffähre mit 112 GRT, 1883 als Pioneer gebaut von der Pawtucket Steamboat Company und von dieser 1909 renoviert. 1918 wurde das Boot von der US Navy gechartert. Ein vorgesehener Umbau zum Minensuchboot unterblieb. Im gleichen Jahr erfolgte die Rückgabe an die Eigentümer.

## Dampfautos
1901 stellte James A. Moncrief in Pawtucket einen Dampfwagen eigener Konstruktion fertig. Die Dampfmaschine, ein Zweizylindermotor mit stehendem Rohrkessel, wurde von der Pawtucket Steamboat Company nach seinen Angaben für ihn angefertigt. Das Fahrgestell des Moncrief King Bee bestand aus Stahlrohren. Das Fahrzeug hatte Speichenräder aus Holz mit Vollgummibereifung. Die Kraftübertragung erfolgte über eine Kette auf die Hinterachse. Der Dampfwagen überzeugte die Pawtucket Steamboat Co. sodass diese die Produktion weiterer Exemplare unter der Markenbezeichnung Pawtucket übernahm. Moncrief wurde in der Folge Geschäftsführer der Firma.
Die Maschine des Pawtucket leistete 7 HP nach damaliger Berechnungsformel. Das Fahrzeug war als zweisitziges Runabout (Roadster) karrossiert und wog ca. 1700 lb (770 kg). Es hatte mit 35 und 14 Gal. (132,5 und 53 Liter) recht große Tanks für Wasser und Benzin und entsprechend eine große Reichweite. Es folgten leichtere Versionen mit 1100 lb (500 kg) und 800 lb (363 kg) doch die Automobilproduktion wurde bereits 1902 wieder aufgegeben.